# Alfa Romeo 900
L’Alfa Romeo 900 è stato un autocarro prodotto dall'Alfa Romeo dal 1950 al 1954.
Come linea, modello era praticamente identico all'Alfa Romeo 800, di cui prese il posto. Il nuovo autocarro possedeva un motore da 9.500 cm3 di cilindrata che erogava 130 CV di potenza. La capacità di carico venne aumentata a 9 t. Era disponibile anche una versione a tre assi.